# 危地馬拉國家足球聯賽
危地馬拉國家足球聯賽（西班牙語：Liga Nacional de Fútbol de Guatemala）是危地馬拉國內的頂級足球聯賽，成立於1919年，由危地馬拉足球總會管理，目前一共有12支球隊角逐聯賽錦標。

## 賽制
賽事一共分為春季聯賽及秋季聯賽，每一季聯賽12支球隊會先進行單循環11輪的比賽。11輪賽事過後成績最佳的首八位可進入季後賽，季後賽八支隊伍在淘汰賽以兩回合方式定出冠軍。總結春季及秋季聯賽累積最佳成績的兩隊可以獲得中北美洲及加勒比海聯賽冠軍盃的參賽資格。

## 參賽球隊
2020–21年危地馬拉國家足球聯賽 12 支參賽隊伍：
| 中文名稱     | 英文名稱                            | 所在城市               | 上季成績      |
| ------------ | ----------------------------------- | ---------------------- | ------------- |
| 通訊體育會   | C.S.D. Comunicaciones               | 危地馬拉市             | 第 1 位       |
| 市政體育會   | C.S.D. Municipal                    | 危地馬拉市             | 第 2 位       |
| 瓜斯塔托亞   | Deportivo Guastatoya                | 瓜斯塔托亞             | 第 3 位       |
| 安提瓜       | Antigua GFC                         | 安地瓜                 | 第 4 位       |
| 科班皇家     | Cobán Imperial                      | 科萬                   | 第 5 位       |
| 伊斯達柏     | Deportivo Iztapa                    | 伊斯塔帕               | 第 6 位       |
| 薩納拉特     | Deportivo Sanarate F.C.             | 薩納拉特               | 第 7 位       |
| 馬拉卡特高   | Deportivo Malacateco                | 馬拉卡坦               | 第 8 位       |
| 夏拉祖       | Club Xelajú MC                      | 克薩爾特南戈           | 第 9 位       |
| 哥特蘇馬瓜柏 | F.C. Santa Lucía Cotzumalguapa      | 聖盧西亞科特蘇馬爾瓜帕 | 第 10 位      |
| 阿丘阿帕     | Deportivo Achuapa                   | 埃爾普羅格雷索         | 甲組，第 1 位 |
| 薩卡茲斯帕斯 | Club Social y Deportivo Sacachispas | 奇基穆拉               | 甲組，第 2 位 |

## 歷屆冠軍
以下為歷屆聯賽冠軍：

| - 2004–05年春季：市政體育會 - 2004–05年秋季：市政體育會 - 2005–06年春季：市政體育會 - 2005–06年秋季：市政體育會 - 2006–07年春季：市政體育會 - 2006–07年秋季：夏拉祖 - 2007–08年春季：Jalapa - 2007–08年秋季：市政體育會 - 2008–09年春季：通訊體育會 - 2008–09年秋季：Jalapa - 2009–10年春季：市政體育會 - 2009–10年秋季：市政體育會 | - 2010–11年春季：通訊體育會 - 2010–11年秋季：通訊體育會 - 2011–12年春季：市政體育會 - 2011–12年秋季：夏拉祖 - 2012–13年春季：通訊體育會 - 2012–13年秋季：通訊體育會 - 2013–14年春季：通訊體育會 - 2013–14年秋季：通訊體育會 - 2014–15年春季：通訊體育會 |